# Sologny
Sologny – miejscowość i gmina we Francji, w regionie Burgundia-Franche-Comté, w departamencie Saona i Loara.
Według danych na rok 1990 gminę zamieszkiwały 394 osoby, a gęstość zaludnienia wynosiła 37 osób/km² (wśród 2044 gmin Burgundii Sologny plasuje się na 533. miejscu pod względem liczby ludności, natomiast pod względem powierzchni na miejscu 885.).